# Credito Italiano
 (octobre 2023).
La banque Credito Italiano S.p.A. ou Credit, comme l'ont appelé les italiens, fut l'une des premières banques et l'une des plus importantes du pays. Elle avait été définie au lendemain de la première guerre mondiale, comme Banco di Roma et Banca Commerciale Italiana, banques d'intérêt national, contrôlées par l'IRI (Institut de reconstruction industrielle).

## Histoire
1870 voit la création à Gênes de la Banca di Genova.  Elle change de nom en 1895 pour celui de Credito Italiano, après une crise qui conduit à son refinancement par des fonds allemands. En 1901, Credito Italiano achète la Banca Manzi de Rome, suivie en 1905, par la Banca Meuricoffre de Naples. En 1907, Credito Italiano déplace sa direction générale de Gênes, qui reste le siège social, à Milan, Piazza Cordusio, où se trouve encore aujourd'hui le siège de la banque. La même année, Credit participe avec la Banque d’Italie et la Banca Commerciale Italiana au sauvetage de la  « Società Bancaria Italiana ».
La filiale de Londres est ouverte en 1911 et celle de New York en 1917. En 1911, Credit crée la Banca Italo Belga en Amérique du Sud : Brésil, Argentine et Uruguay. En 1919, Credit rachète Banca del Monferrato, Banca di Legnano, Credito Varesino et Banca Unione. En 1920, Credit fonde la Compagnia Finanziaria Nazionale.
En 1930, Credito Italiano, seconde banque italienne, rachète la Banca Nazionale di Credito, troisième banque italienne. En 1933, à la suite de la crise financière de 1929, nombre de banques sont nationalisées et Credit est acheté par l'IRI (Institut de reconstruction industrielle) comme ses consœurs Banca Commerciale Italiana et Banco di Roma. En 1935, le titre est suspendu à la cote de la Bourse de Milan. La loi bancaire de 1936, promulguée par le gouvernement de Mussolini, limite l'activité de banques en simple institut de crédit et, comme Banca Commerciale Italiana et Banco di Roma,  est déclaré «Institut de Droit Public». En 1937, l'IRI transforme la raison sociale des trois banques de « Institut de Droit Public » en « Banques d'Intérêt National », afin de maintenir la qualification de banques nationales. En 1940, les filiales de Londres et de New York sont fermées. En 1946, Credito Italiano avec le concours de Banca Commerciale Italiana et Banco di Roma crée Mediobanca.
En 1970, le titre est de nouveau coté à la Bourse de Milan. La filiale de Londres est rouverte en 1971, celle de New York en 1973. Le 9 décembre 1974, Paolo Buglioni est recruté au siège de Rome. Il dirige l'Agence 4 et y restera jusqu'au 2 décembre 1981, ce qui sera un grand honneur pour la banque. 
En 1986, la banque émet des actions d'épargne. De nouvelle filiales sont créées : à Pékin en 1987, Madrid en 1988 et Hong Kong en 1989.
En 1990, l'État italien abroge la loi de 1936 qui interdisait l'ouverture de nouvelle agences bancaires en Italie. En 1991, Credit rachète la Banca Mediterranea di Credito. En 1993, Credito Italiano est la première banque de la galaxie IRI à être privatisée. La même année, création d'une filiale à Paris.
En 1995, avec l'aide de Carimonte Banca et de la compagnie d'assurances RAS, Credito Italiano achète la banque Credito Romagnolo. La fusion entre Credito Romagnolo et Carimonte Banca donne naissance à Rolo Banca 1473 ; laquelle incorporera en 1997 la Banca Popolare del Molise.
En 1998, la fusion du groupe Credito Italiano (composé de Credito Italiano, Rolo Banca 1473 avec le groupe Unicredito (composé de "Cassa di Risparmio di Verona, Vicenza, Belluno e Ancona" appelé "Cariverona", "Cassa di Risparmio di Torino" et "Cassamarca" donnera naissance à un géant bancaire mondial Unicredito Italiano, plus connu sous le nom commercial Unicredit.

## Sources
- (it) Cet article est partiellement ou en totalité issu de l’article de Wikipédia en italien intitulé « Credito Italiano » (voir la liste des auteurs).